# 毛森
毛森（1908年8月30日—1992年10月3日），字善森，譜名鴻猷，浙江江山人，國民政府軍統特務。
毛森在軍統中扮演重要角色，與戴笠、毛人鳳、毛萬里並稱軍統的「三毛一戴」。在抗日戰爭期間被軍統派往日佔區從事諜報工作，曾兩度被逮捕，後逃脫。抗戰勝利之後，他以破獲上海棉紗之王榮德生綁架案而聲名大躁。1949年中國人民解放軍攻陷上海前夕，他逮捕了大量地下黨成員並處決。到達臺灣後，又前往泰國組織反攻大陸，但與李彌等不和，被迫逃往美國。

## 生平
毛森出生在浙江省江山縣一個毛氏家族裡，與蔣中正的夫人毛福梅是同宗。由於毛森的祖父無心料理家務，毛森之父被迫放棄科舉的念頭，負擔全家的生活重擔，從一戶貧困之家逐漸成為小康之家。1916年，九歲的毛森開始毛氏的私塾中念書。1924年，毛森被父親送往長台嵩高高等小學學習。在那裡，毛森接觸到了三民主義和共產主義的思想，並宣揚三民主義。他曾一度信仰共產主義，在他同鄉同學毛延口的勸說下，在家鄉批鬥土豪劣紳，控訴曾經教過他的私塾先生毛福照。後來逐漸放棄了這個信仰，並在心中產生愧疚。
1925年，進入衢州省立第八中學師範部學習。毛森學習用功，成績優良，常常被選為年級代表。時值北伐戰爭期間，北伐軍途經衢州的時候，毛森曾一度希望投筆從戎，但最終取消了這個念頭。畢業後留校任教，後又前往江山縣立中山中學任教。1930年考取浙江大學。不過在杭州期間，在同學吳海龍的勸說下，沒有去浙江大學報到，而是報考了浙江省警官学校，成為警官學校正科第二期的學員。在警校學習期間，毛森潛行研究民法、行政法，並對犯罪搜查學頗有心得。
1932年夏，毛森參加警校的畢業考試，所考各科成績都很優秀；但由於考試期間突患瘧疾，住進醫院，無法參加完全部考試。不過戴笠得知毛森的成績優異，派機要秘書毛宗亮前去慰問，並邀請毛森病愈之後出山。他病愈之後，進入特訓班學習，隨後加入了戴笠的復興社（即軍統的前身）。
1932年，福建事變發生，十九路軍在福州另立中華共和國政府。毛森奉命前往浦城，以記者身份，同駐守當地的旅長張殿基結識。在他的安撫下，閩北的軍隊都沒有捲入這次事變。事後，毛森獲得提拔，成為福州警察局特警組主任。
抗日戰爭爆發之後，毛森奉命回到江山去招募特務部隊，被戴笠任命為第二大隊隊長。1938年，毛森前往被日軍攻陷的杭州，擔任軍統浙江情報站站長。1941年前往上海組織行動總隊，但翌年遭叛徒出賣被捕。日本人以為毛森的級別很高，對他禮遇有加，讓他前去協助審訊被捕的疑似特工者。毛森利用這層關係保護了不少軍統特務。1944年，毛森逃往浙江淳安，被軍統提拔為中美合作所東南地區特派員，晋升少將。抗戰勝利之後，國軍進駐上海，毛森被戴笠推薦給第三方面軍司令官湯恩伯，出任湯總部第二處處長。
1946年，棉紗大王榮德生在上海遭人綁架。毛森奉命前往調查案件。當時榮德生已被家人以50萬美元贖回，但毛森仍繼續追查案件真凶。最終將包括淞滬警備司令部中校警衛隊長王晉唐在內的7名罪犯全部抓獲。此案的破獲使毛森聲名大振，此後兼任衛戍總部綏靖糾察團團長、無錫指揮所參謀長。翌年調任國民政府軍務局監察科中將科長。1948年，調任浙江省警保處長、衢州綏靖公署參謀長。
1949年，調任上海市警察局長。當時正值國共內戰期間，共軍部隊迫近上海。浙江省政府主席陈仪欲效仿傅作义和平解放北平的举动，派外甥丁名楠持亲笔信赴上海与京沪杭警备总司令汤恩伯联络，被毛森發覺，导致陈仪反被汤恩伯告发。中共的地下黨策劃發起暴動，被毛森發覺，大舉逮捕地下黨成員。在中共即將攻破上海前夕，毛森將被捕的地下黨成員全部處死，並於5月24日逃往廈門，被任命為廈門警備司令部中將司令，與湯恩伯同守廈門。廈門被攻破後，毛森以個人身份組織了「東南人民反共救國軍」，自任總指揮，以臺灣和舟山群島為據點策劃反攻大陸。
同年，軍統與中統被取消，特務領導權被蔣經國所據。翌年毛森被改任臺灣省警務處處長，但他志在反攻大陸，準備前往泰緬邊境組織國軍殘部從事反共遊擊活動，拒絕了這個任命。他在泰國的活動引起李彌親信的不安，又批評台灣駐泰人員與李彌親信，俞濟時邀他1951年底前返台詳述。他後來遭到中華民國政府的通緝，經香港流亡到琉球。1968年移居美國。

## 晚年和家庭
由於毛森軍統特務的身份，在文化大革命期間，留在江山的父親與兩位兄長都被紅衛兵迫害致死。
晚年的毛森罹患帕金森氏症，很少露面。1992年5月，毛森攜妻子胡德珍、長子毛建光前往江山探親，與長女毛瑞相見。同年10月，在舊金山因腹部癌瘤逝世。著作有《毛森將軍回憶錄》。
毛森有五子三女，皆接受過高等教育。其中次子毛漢光是歷史學家，中央研究院歷史語言研究所研究員。三子毛河光，為美籍著名地球物理學家，台灣中央研究院院士。